# Витватерсранд
Витва́терсранд (африк. Witwatersrand [vətˈvɑːtərsˈrant] — «хребет белой воды») — низкая горная цепь в провинции Гаутенг в Южно-Африканской Республике. Хребет Витватерсранд формирует континентальный водораздел: с его северных склонов стекают притоки Лимпопо, впадающей в Индийский океан, а с южных — реки бассейна Вааля, впадающего в Атлантику. Этот район обладает и климатическими особенностями: из-за низких холмов создаётся эффект наветренной/подветренной стороны, и в результате в северных пригородах Йоханнесбурга климат более влажный, а в южных — более сухой. Витватерсранд находится в провинции Гаутенг, которая недолгое время называлась «Провинцией PWV», где PWV — аббревиатура Pretoria (Претория), Witwatersrand и Vereeniging (Феринихинг) или Vaaldriehoek (Ваальский треугольник).
Витватерсранд, или просто Ранд («хребет») известен тем, что из его недр извлечено 48 000 тонн золота, или примерно 40 % всего золота, когда-либо добытого человечеством. Кроме того, в Витватерсранде есть залежи урана. Добыча золота началась в этом районе в 1880-е годы (см. статью Витватерсрандская золотая лихорадка). Многие из старых шахт уже закрылись, однако золотодобыча продолжается. Минеральные ресурсы Витватерсранда сыграли такую важную роль в истории страны, что в его честь названа валюта ЮАР — южноафриканский рэнд.
Витватерсрандом могут также называть городской округ Йоханнесбург. Это образование вытянулось почти на 100 км от Рандфонтейна и Карлтонвилла на западе до Спрингз на востоке и включает такие густонаселённые районы, как Соуэто и районы Западный и Восточный Ранд. Экономика региона поддерживается близлежащими предприятиями по добыче и производству железа и стали на севере (Претория) и юге (Веренигинг), а также добычей каменного угля в Витбанке на востоке и доступностью дешёвой электроэнергии.
В Йоханнесбурге расположен Университет Витватерсранда — первоначально технический институт, работавший на нужды горной промышленности.

## Геология
Осадочные породы Витватерсранда, содержащие золото, относятся ещё к архею: вероятно, эта гряда сформировалась около 2,9 млрд лет назад. Под горами находится мощный фундамент, а на севере — так называемый Йоханнесбургский гранитный купол. Фундамент состоит в основном из гранита и гнейса.
Вначале область нынешнего Витватерсранда находилась на морском дне, и реки с окружающих материков нанесли туда слой осадочной породы мощностью до семи километров; именно тогда началось формирование там залежей драгоценных металлов. Накопление осадочной породы прекратилось около 2,7 млрд лет назад, когда начались вулканические извержения и котлован Витватерсранда был заполнен лавой. Эти породы состоят в основном из кварца и часто весьма тверды; в них содержится от 6 до 10 грамм золота на тонну.
Большинство учёных предполагают, что золото и уран в котлован сносились реками, и в результате контуры золотой жилы следовали линиям древних речных русел. Согласно другому мнению, залежи золота сформировались в результате тектонических и гидротермальных процессов.
В эпоху формирования этого горного массива атмосфера Земли была ещё тонкой и содержала в основном ядовитые вещества; нередки были вулканические извержения и попадания метеоритов. Около 2 млрд лет назад недалеко от нынешнего Витватерсранда на землю упал Вредефортский метеорит: он сформировал крупнейший на Земле ударный кратер, что имело огромные геологические последствия для этого региона. Из-за удара огромные слои сдвинулись, закрыв золотые залежи сверху и защитив их от эрозии. Без Вредефортского метеорита золотой запас Витватерсранда, скорее всего, не сохранился бы.
Многие золотые жилы лежат на глубине более 3 км, что затрудняет их разработку. С другой стороны, золотодобыча из-за высокого содержания металла в руде очень выгодна.
Ко времени Второй мировой войны Западный и Восточный Ранд были богатейшим золотым месторождением планеты: промыслы растягивались на 60 км от Катдорнбоса на западе до Мидделфлея на востоке. Сегодня центр золотодобычи располагается между Рандфонтейном, Спрингз и Хейдельбергом на юго-востоке региона.
Длина горной цепи Витватерсранд составляет около 200 км, высочайшая точка — 1779 м над уровнем моря, что, однако, лишь на 300 м выше окружающего плато — велда.